# Denkmal Nikolaus Friedrich Peter (Delmenhorst)
Das Denkmal Nikolaus Friedrich Peter, bzw. Großherzog Peter II., in Delmenhorst-Deichhorst im Tiergarten wurde 1912 eingeweiht.
Die Skulptur ist ein Denkmal in Delmenhorst.

## Geschichte

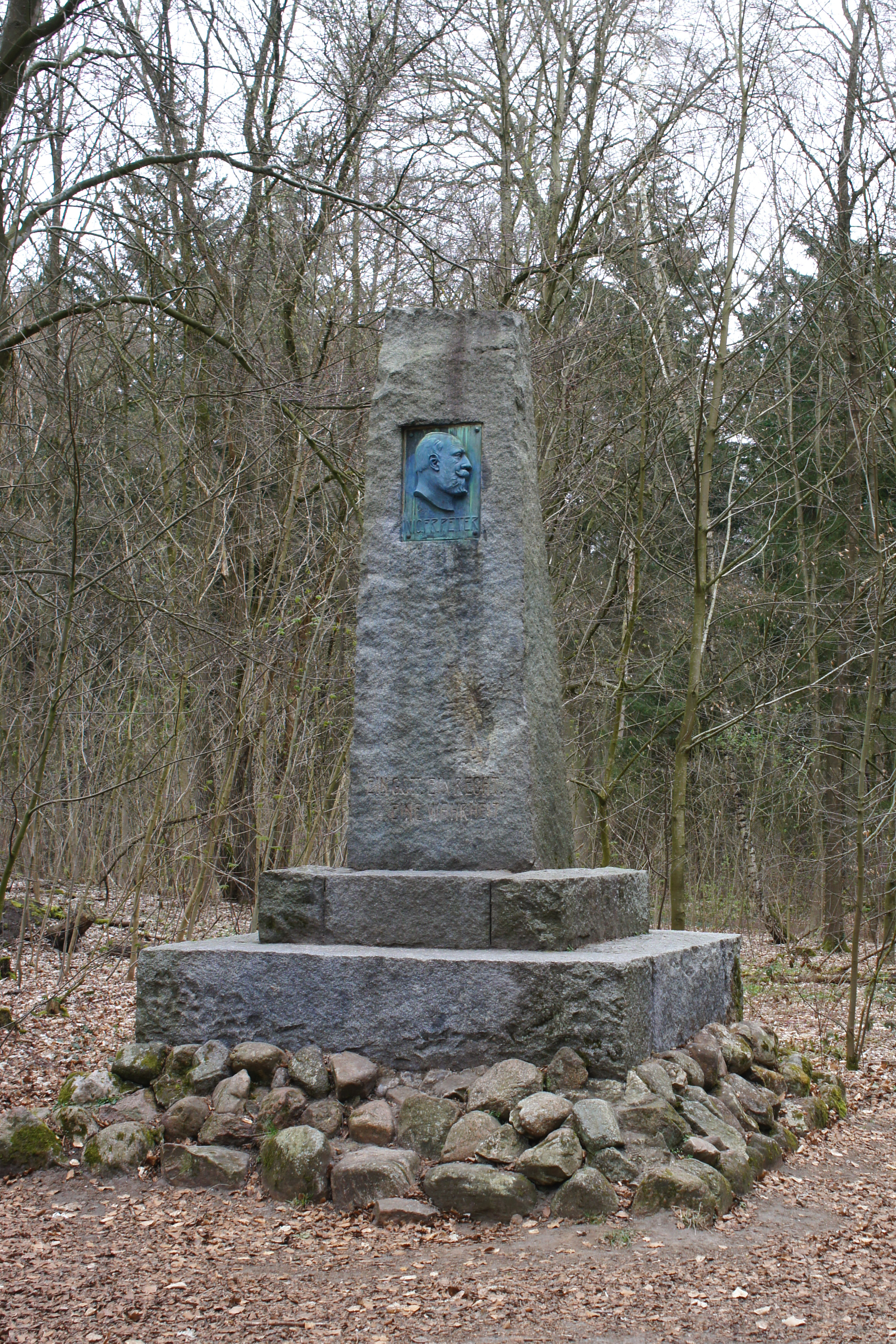
Denkmal im Tiergarten

Das vom Kriegerverein Deichhorst errichtete Denkmal besteht aus dem Stufensockel, dem rechteckigen Obelisk aus Granit und der Bronzeplatte mit dem Kopfprofil des Großherzogs sowie dessen Wahlspruch am Obelisk: „Ein Gott, ein Recht, eine Wahrheit“. Die begrenzenden Ketten und die sechs Steinpfosten sind im Zweiten Weltkrieg entfernt worden.
Nikolaus Friedrich Peter war als Peter II. von 1853 bis 1900 Großherzog von Oldenburg. Er war konservativ und realpolitisch. Außenpolitisch führte seine Hinwendung zu Preußen 1866 zur Sicherung der staatlichen Weiterexistenz Oldenburgs und zur Mitgliedschaft im  Norddeutschen Bund, und 1871 als Bundesstaat im Deutschen Reich.